# 過給機
過給機（かきゅうき、Supercharger）とは、内燃機関（Internal Combustion Engine, ICE）が吸入する空気の圧力を吸気口の圧力以上に高める補機の総称である。なお、「スーパーチャージャー」を特に機械式過給機のみを指すものとし、排気タービンを駆動源としたもの（いわゆるターボチャージャー）とは別と扱う場合も多い。圧縮機（コンプレッサー、英: compressor、独: Kompressor）の一種、ないし、吸気を圧縮して供給することに特化した圧縮機といえる。

## 概要
過給機は内燃機関が吸い込む空気の圧力、すなわち密度を高くすることで酸素を多く取り込み、より高い燃焼エネルギーを得るための補助装置である。大気圧以上の圧力で空気を燃焼室に送る発想は古くから存在し、航空機が発達する以前より開発されていた。航空機が発達すると飛行高度が徐々に高くなり、それに伴って気圧（空気密度）が低くなるため、高高度での性能向上を図って過給器の開発が進み、第二次世界大戦時の軍用機には必須の装備となった。第二次世界大戦後、航空機にはジェットエンジンやターボプロップエンジンといったガスタービンエンジンが普及し、これらのエンジンにも取り込んだ空気を圧縮する機構がエンジンの一部として備わるが、この場合は過給機とは呼ばない。過給機は船舶、鉄道車両、自動車といった輸送機械のエンジンだけでなく、農業機械、建設機械、発電機などの産業用エンジンにも広く採用されている。
燃焼室に混合気を吸入し圧縮する火花点火機関では、過給により混合気が高温高圧となってデトネーションが発生しやすくなるため圧縮比、空燃比、最大過給圧、点火時期を緻密に制御しなければならないのに対し、空気のみを圧縮するディーゼルエンジンはその心配がない。また、ディーゼルエンジンは正常燃焼する空燃比の幅が広く、過給機によって送られた空気の流れを妨げるスロットルバルブを持たないこともあり、過給機との相性が良い。いずれの場合もエンジン強度に応じて最大過給圧が定められていて、ウェイストゲートバルブなどで圧力が制御される。
モータースポーツでは、自然吸気エンジンに対して排気量を制限することがあるが、過給を許している場合は自然吸気より少ない排気量に設定されたり、その最大過給圧に制限が加えられることも多い。JAFの国内競技規則によると、スピード競技の場合は過給機付きの車両は排気量を1.7倍して排気量別クラスに分類される。

## 代表的な種類
過給機は大きく分けると、排気の流れを受けるタービンでコンプレッサを駆動する排気タービン式過給機（エキゾーストタービンスーパーチャージャー、英: Exhaust turbine super charger）と、主機であるエンジンの回転や電動機によって駆動する機械式過給機（メカニカルスーパーチャージャー、英: Mechanical super charger)、過給圧を排気の圧力波から直接得るプレッシャーウェーブ・スーパーチャージャーに分類することができる。
- 機械式過給機
  - 遠心式コンプレッサー
  - ルーツ・ブロアー
  - リショルム・コンプレッサ
  - スパイラル・コンプレッサ
  - ベーンポンプ
  - レシプロポンプ
- 排気タービン式過給機
  - 遠心式コンプレッサー
- プレッシャーウェーブ・スーパーチャージャー